# Olga Menzelová Kelymanová
Olga Menzelová (* 25. ledna 1978 Písek) je česká producentka, fundraiserka, zakladatelka produkční společnosti Medialogue a Nadačního fondu Jiřího Menzela.

## Osobní život
Rodačka z Písku vystudovala Sportovní Gymnázium v Českých Budějovicích se zaměřením na atletiku a Vyšší odbornou školu publicistiky v Praze. Následně navázala studiem produkce na Divadelní fakultě Akademie múzických umění v Praze, magisterské studium zakončila diplomovou prací Fundraising v České republice. V letech 2004 až 2020 byla manželkou režiséra Jiřího Menzela. Jejím partnerem je egyptolog a politik, profesor Miroslav Bárta. Má 3 děti, Annu (2008), Evu (2015) a Alberta (2019).

## Profesní život
Jako producentka se specializuje na produkci autorských edukativních výstav pro veřejnost v rámci ČR i v zahraničí. Vytvořila výstavní systém se solárními panely pro venkovní instalace, na kterém lze prezentovat různá témata v otevřeném prostoru. Její první výstavu Země krásná neznámá s fotografiemi Yanna Arthus-Bertranda  vidělo v roce 2006 v Praze na Kampě 1,5 milionu návštěvníků. Produkovala také triptych civilizačních výstav pro veřejnost s edukativním přesahem (Voda a civilizace, Energie a civilizace, Udržitelnost a civilizace) a výstavu Futurum ex Machina – Umělá inteligence a civilizace.
V roce 2009 se stala koproducentkou a fundraiserkou projektu Wintonův vlak – Inspirace dobrem. Smyslem projektu bylo nejen uctít památku Nicholase Wintona, který svým činem zachránil životy 660 dětí, ale také inspirovat mladou generaci. 
V roce 2021 založila Nadační fond Jiřího Menzela, který pečuje o odkaz oscarového filmového a divadelního režiséra, jejího bývalého manžela, Jiřího Menzela. Nadační fond pravidelně finančně podporuje výkonné umělce v obtížných životních situacích a věnuje se i podpoře mladých filmařů. 

## Ocenění
- 2007 Země krásná neznámá, projekt roku, Nadace 700 let města Plzně
- 2023 Voda a civilizace, vítěz ceny ESG v kategorii Mimořádný přínos, Nadační fond FONTE VITAE

## Autorské výstavy a edukativní expozice
2006
Země krásná neznámá, fotografie z výšky, Yann Arthus Bertrand, Kampa Praha
2007 
Země krásná neznámá, Plzeň, Křižíkovy a Šafaříkovy sady
Orbis Artis, fotografická výstava v interiéru, Dům pánů z Kunštátu Brno, Galerie Zlatá husa Praha, České centrum Brusel
Orbis Artis, instalace fragmentu výstavy v nádražní hale v Ostrava Svinov
2008 
Jan Saudek, fotografická výstava na piazzettě Národního divadla
Alive, Yann Arthus Bertrand, Náměstí republiky Praha
2009 
Alive, Yann Arthus Bertrand, Plzeň Křižíkovy a Šafaříkovy sady
2010 
venkovní fotografická výstava Karlův most, Praha 
2011 
Wintonovy vlaky, Praha (Vyšehrad) a Londýn (Liverpool Street Station)
2012 
Zrozeno v ohni, expozice realizovaná ve spolupráci s Mezinárodním sklářským sympoziem, Hradčanské náměstí, Praha
2013 
Rozmarná léta Jiřího Menzela, fotografická výstava venkovní i vnitřní, Plzeň, Praha, Los Angeles, New York, Washington
2016 
Karel IV Praha Kampa 
Winton Trains, Museum of Tolerance, Los Angeles, USA
2017 
Václavák, Václavské náměstí, Praha
2019–2021 
Voda a civilizace, putovní výstava po 17 českých městech
Voda a civilizace, Kramářova vila, Praha
2021 
Voda a civilizace, Izrael, Tel Aviv
Rozmarná léta Jiřího Menzela, Soundtrack festival Poděbrady
2021-2022 
Amazonka, Mladá Boleslav
2021-2023 
Energie a civilizace, putovní výstava po 17 českých městech
2022 
Amazonka, Stříbro
Energie a civilizace a Voda a civilizace, Cinquantenaire park, Brusel
Rozmarné cesty Jiřího Menzela, Divadlo Bez zábradlí (Praha), Mladá Boleslav
2023 
Rozmarné cesty Jiřího Menzela, HAMU, Praha
Rozmarné cesty Jiřího Menzela, Nymburk
Zrozeno v ohni, Mladá Boleslav
Amazonka, Brno
2023-2025 
Udržitelnost a civilizace, putovní výstava po 17 českých městech
2025 
Futurum ex machina – Umělá inteligence a civilizace, Praha, Mladá Boleslav, Brno

## Produkce publikací
- Země krásná neznámá, Praha, Slovart, 2006, 150 stran
- Wintonovy vlaky, Praha, 2010, 55 stran

- Rozmarná léta Jiřího Menzela, Praha 2013, 30 stran
- Voda a civilizace, Praha 2019, 184 stran
- Energie a civilizace, Praha, 2021, 178 stran
- Udržitelnost a civilizace, Praha, 2023, 178 stran
- Futurum ex machina – Umělá inteligence a civilizace, Praha, 2025, 178 stran